# Webster City, Iowa
Webster City là một thành phố thuộc quận Hamilton, tiểu bang Iowa, Hoa Kỳ. Năm 2010, dân số của thành phố này là 8070 người.

## Dân số
Dân số qua các năm:
- Năm 2000: 8176 người.
- Năm 2010: 8070 người.